# Markbronn
Markbronn ist ein Teilort der Gemeinde Blaustein im Osten von Baden-Württemberg bei Ulm.

## Geschichte
Man nimmt an, dass Markbronn seinen Namen von einer der zahlreichen Quellen hat, die rings um Markbronn aus dem Boden entspringen. Die wohl erst in christlicher Zeit entstandene Siedlung wurde wahrscheinlich nach einer Quelle benannt, die dem heiligen Markus geweiht war („Marcus“ + „Brunnen“ → „Markbronn“).
Urkundlich erwähnt wurde Markbronn erstmals 1304 in einem Prozessprotokoll, das vor dem bischöflichen Offizial in Konstanz geführt wurde.
Die Parteien waren das Klarissenkloster Söflingen als Patronatsherrschaft der Pfarrerei Harthausen und Graf Egeno von Schelklingen, Pfarrherr der Martinskirche in Erbach. Es ging um den Besitz der Zehnteinkünfte in Einsingen. Dieses war im 12. Jahrhundert als Filiale nach Harthausen gekommen, möglicherweise besaß aber die Pfarrerei Erbach dort ältere Rechte. Unter den Zeugen des Klosters Söflingen war auch ein Benzo dictus Blanc de Marcbrunnen.
Mit diesem Namensbeleg beginnt das zuverlässige Wissen um den Ort Markbronn.
Vor der Mediatisierung Anfang des 19. Jahrhunderts übte das Kloster Blaubeuren Landeshoheit und Hochgericht in Markbronn aus, während die Grundherrschaft und Niedergerichtsbarkeit von verschiedenen Grundherren ausgeübt wurde. Ab dem 19. Jahrhundert war der Ort dem württembergischen Oberamt Blaubeuren unterstellt und gelangte 1938 zum Landkreis Ulm.
Im Zuge der Gemeindereform wurden am 1. Oktober 1974 die Gemeinden Bermaringen und Wippingen mit dem Ortsteil Lautern in die Gemeinde Blaustein eingegliedert. Arnegg, das sich bereits am 1. Juli 1971 mit Markbronn-Dietingen vereinigt hatte, und Herrlingen mit Weidach traten der neuen Gemeinde Blaustein am 1. Januar 1975 bei.

## Bevölkerungsentwicklung
Es handelt sich um Einwohnerzahlen nach dem jeweiligen Gebietsstand bis 1970 und ohne die heute zugehörigen Ortsteile. Die Zahlen sind Volkszählungsergebnisse oder amtliche Fortschreibungen mit Archivierungen des LEO-BW Online-Informationssystems für Baden-Württemberg.
| Jahr      | 1852 | 1871 | 1880 | 1890 | 1900 | 1910 | 1925 | 1933 | 1939 | 1950 | 1956 | 1961 | 1970 |
| Einwohner | 340  | 331  | 353  | 365  | 369  | 346  | 358  | 327  | 351  | 509  | 475  | 467  | 500  |

## Kultur und Sehenswürdigkeiten

### Bauwerke

Link-Orgel in der Markuskirche

In der Dorfmitte befindet sich die Markuskirche, deren erste Mauern zwischen 1200 und 1400 gesetzt wurden. Unterhalb der Kirchenmauer befindet sich die „Wette“, ein Sammelbecken für Quellwasser, das knapp oberhalb der Markuskirche entspringt. Als die Schwäbische Alb noch keine flächendeckende Wasserversorgung durch Leitungen besaß, wussten sich die Dorfbewohner zu helfen, indem sie große Becken oder Teiche anlegten, in denen sich Quell- und Regenwasser sammelte, welches zum Waschen, Baden, Kochen und vor allem zum Feuerlöschen genutzt werden konnte.
Das ehemalige Schulhaus, in dem früher die Schule (wurde ca. 1964 geschlossen), Rathaus und Freiwillige Feuerwehr untergebracht waren, wurde innen renoviert und beinhaltet nun das Feuerwehrhaus und ein Dorfmuseum. Die übrigen ehemaligen Amtsräume werden von den ortsansässigen Vereinen genutzt.
Das Dorfmuseum, welches anlässlich der 700-Jahr Feier (2004) von Markbronn zustande kam, stellt die Geschichte Markbronns in den Vordergrund. Besonders die Vielzahl an historischen Fotografien ist sehr eindrucksvoll und vermittelt das Leben in Markbronn der letzten 150 Jahre.

### Regelmäßige Veranstaltungen
Das über die Grenzen Ulms bekannte Backhausfest, bei dem teilweise über 3000 Gäste kamen, ist die größte Veranstaltung, die Markbronn jährlich zu bieten hat.
Im Vordergrund steht das (früher auf dem Land übliche) Backhaus, in dem die Dorfbewohner auch heute noch regelmäßig Brot und andere regionale Backspezialitäten backen.

## Wirtschaft und Infrastruktur

### Ansässige Unternehmen

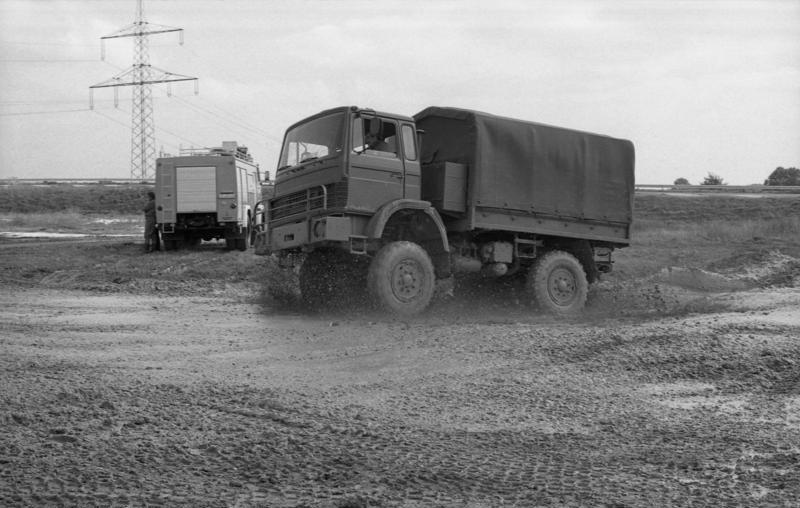
Militärlastwagen von Magirus-Deutz auf der Teststrecke von Markbronn anno 1978

In Markbronn befindet sich die Teststrecke des Nutzfahrzeugherstellers Iveco. Diese wurde Anfang der 1970er-Jahre vom später in Iveco aufgegangenen deutschen Nutzfahrzeughersteller Magirus-Deutz gebaut und ist bis heute in Betrieb.

### Bildung
Markbronn-Dietingen besitzt einen Kindergarten, der an die Neidegghalle anschließt.

### Sport- und Kulturvereine
- Krabbelgruppe Blaustein, Ortsteil Markbronn
- Landfrauenverein Markbronn-Dietngen
- Landwirtschaftlicher Ortsverein Markbronn-Dietingen
- Sportverein Markbronn 1949 e. V.

### Öffentliche Gebäude
Die zentral zwischen Markbronn und Dietingen gebaute Neidegghalle ist eine Mehrzweckhalle, die allen Vereinen zur Verfügung steht und großen Einsatz findet.
Für die Jugend steht die Hütte Markbronn zur Verfügung, die vom Verein „Hütte Markbronn e. V.“ betrieben wird.